# Himáčalpradéš
Himáčalpradéš (hindsky हिमाचल प्रदेश, Himáčal pradéš, anglicky Himachal Pradesh) je stát v severozápadní Indii s hlavním městem Šimla. Na severu sousedí s Ladakem, na západě a jihozápadě s Paňdžábem, s Harijánou a Uttarpradéšem na jihu, Uttarákhandem na jihovýchodě a Tibetem (ČLR) na východě. Rozloha státu činí 55 780 km².

## Geografie
Reliéf převážné části území Himáčalpradéše je velmi hornatý, procházejí tudy jednotlivá pásma Himálaje. Nejvyšších výšek dosahují hory kolem údolí Spiti. Jako nejvyšší hora Himáčalpradéše bývá dodnes chybně uváděna hora Šilla (शिल्ला) (32°24′27″ s. š., 78°12′10″ v. d.) s nadmořskou výškou 7025 nebo 7026 m, její skutečná výška je ale jen 6132 m. Chybného měření se dopustila už zeměměřická výprava George Everesta v 19. století; spekuluje se o tom, že omylem zaměřili vzdálenější vyšší horu, kterou viděli ve stejné ose. Chybně změřená výška ovšem horu proslavila. V rámci měření totiž na její vrchol v roce 1860 vystoupil bezejmenný indický dělník a umístil tam zaměřovací tyč; po desetiletí se věřilo, že jde o nejvyšší horu, na kterou dosud vystoupil člověk, a že tento rekord padl až v roce 1907 výstupem na Trisul. Pozdějším horolezeckým výpravám v polovině 20. století se udávaná nadmořská výška zdála podezřelá, až nakonec další zeměměřický průzkum potvrdil, že hora je téměř o 900 metrů nižší. Přesto se chybná výška 23050 stop (7026 m) objevuje ještě na americké topografické mapě z roku 1954 a některé publikace ji opisují dodnes.
Skutečnou nejvyšší horou Himáčalpradéše je Leo Pargial (6791) na hranicích s Tibetem severovýchodně od ústí řeky Spiti do Satladže a severně od průlomu Šipki La, kde Satladž a silnice Hindustan-Tibet Road prorážejí hlavní himálajský hřeben.

## Správní členění
Himáčalpradéš se dělí na 12 okresů (hindsky जिला džilá, zilá pl. जिले zilé, džilé anglicky district, pl. districts).
- उना / Una (Unā) / Una
- काँगड़ा / Kángra (Kā̃gaṛā) / Kangra
- किन्नौर / Kinnaur (Kinnaur) / Kinnaur
- कुल्लू / Kullú (Kullū) / Kullu
- चंबा / Čamba (Čaṃbā) / Chamba
- बिलासपुर / Biláspur (Bilāsapur) / Bilaspur
- मंडी / Mandí (Maṃḍī) / Mandi
- लाहौल और स्पीति / Láhaul a Spiti (Lāhaul aura Spīti) / Lahaul and Spiti
- शिमला / Šimla (Śimlā) / Shimla
- सिरमौर / Sirmaur (Sirmaur) / Sirmaur
- सोलन / Sólan (Solan) / Solan
- हमीरपुर / Hamírpur (Hamīrpur) / Hamirpur